# Hafen Klaipėda
Der Hafen Klaipėda (litauisch Klaipėdos valstybinis jūrų uostas) ist ein Seehafen in der litauischen Stadt Klaipėda. Er ist der größte Hafen des Landes und gehört zu den wenigen eisfreien nördlichen Ostseehäfen. Jährlich laufen etwa 7000 Schiffe aus ca. 45 Staaten den Hafen an. Das Hafengelände ist ungefähr 498 Hektar groß.

## Geschichte bis 1918
Die Geschichte des Hafens begann bereits Mitte des 13. Jahrhunderts, als im damaligen Memel die erste Burg entstand. 1475 erhielt die Stadt nach dem Kulmer Recht verschiedene Privilegien, wodurch der Hafen an Bedeutung gewann. Fortan gehörte Memel neben Danzig, Königsberg und Liepāja zu den wichtigen Umschlagpunkten des Seehandels in Ostpreußen. Gleichzeitig war Memel bis in die zweite Hälfte des 18. Jahrhunderts ein Festungshafen, weshalb das gesamte Hafenareal mit seinen Verteidigungsanlagen dem preußischen Staat gehörte.
Unter der Herrschaft des preußischen Königs Friedrich dem Großen nahm der Handel einen beachtlichen Aufschwung. Deshalb erfolgten Mitte des 18. Jahrhunderts erste Ausbauten des Hafens. 1770 erreichte die Zahl der einlaufenden Schiffe erstmals die Zahl 500. 1783 bestand die Memeler Handelsflotte aus 30 Schiffen. Der Wert der jährlichen Ausfuhren zur See betrug 1791 ca. 1,3 Millionen Taler und stieg 1798 auf 7,5 Millionen Taler. 1796 wurde auf einer Geländeerhebung nördlich der Stadt ein 54 Fuß hoher Leuchtturm erbaut. Der Lotsenturm entstand 1807.
Von wirtschaftlicher Bedeutung war der Hafen Memel vor allem als Hafen für den Holzexport.
Vor 1753 wurden die geschlagenen Bäume meist unbearbeitet exportiert; 1753 begann die Verarbeitung der Hölzer in der Region, um höhere Gewinne zu erzielen. 1791 gab es in der Stadt bereits 14 Sägemühlen. Die in den ausgedehnten Waldgebieten am Oberlauf der Memel geschlagenen Bäume wurden zu Flößen zusammengebundenen und über das Kurische Haff bzw. durch den 1873 fertiggestellten König-Wilhelm-Kanal nach Schmelz/Smeltė bei Memel befördert. Hier wurden sie verarbeitet und dann zum Hafen transportiert.
Eine wirtschaftliche Hochphase erlebte der Hafen während des Krimkrieges 1853–1855.
England und Frankreich blockierten alle russische Häfen; das Kaiserreich Russland wickelte einen großen Teil seines Handels über Memel ab.
1855 wurde ein neuer Winterhafen gebaut. 1875 wurde die Stadt an das ostpreußische Eisenbahnnetz angebunden und 1878 erhielt der Hafen ein Verbindungsgleis zum Bahnhof. 1878 wurden auch die Hafenanlagen und der Ballastplatz ausgebaut. Um größeren Schiffen den Zugang zu ermöglichen, wurde um 1900 die Südermole ausgebaut, wodurch das Versanden der Hafeneinfahrt behoben wurde und die maximale Einfahrttiefe in der Haffmündung größer wurde.

## Geschichte nach 1918
Nach Erlangung der Unabhängigkeit Litauens wuchs die Bedeutung des einzigen Großhafens des Landes. In den Jahren 1921 und 1922 wurden unter Regie einer eigens eingerichteten Hafendirektion und mit Unterstützung der litauischen Regierung moderne Lade- und Löschvorrichtungen geschaffen, wobei man den durch die Stadt fließenden Fluss Dange als Hafenerweiterung einbezog. Hinzu kam ein Ausbau der bestehenden städtischen Industriebahn auf ca. 20 Kilometer Länge. Zwischen 1935 und 1938 wurden 75 bis 78 % des Gesamtexports und 66 % des Gesamtimports Litauens über den Klaipėdaer Hafen abgewickelt.

Lageplan mit geplanter litauischer Freihafenzone (rot eingerahmt) aus dem Reichsgesetzblatt 1940

Unter sowjetischer Herrschaft erfolgte nach dem Zweiten Weltkrieg der Ausbau zum Fischerei- und Handelshafen der Litauischen Sozialistischen Sowjetrepublik. Außerdem gab es eine Schiffsreparatur- und eine Schiffsbauwerft. Sämtliche Hafenanlagen und Betriebe unterstanden verschiedenen Ministerien der ehemaligen Sowjetunion.

## Heutige Bedeutung
Mit der Wiedererlangung seiner Unabhängigkeit 1991 begann Litauen, die einzelnen Bereiche des Hafens von Klaipėda zu einem modernen und universellen Seehafen nach westeuropäischem Vorbild umzubauen. Im Zuge der neuen Struktur des Hafens wurde 1991 die Staatliche Seehafenbehörde Klaipėda gegründet. Ihr obliegt die Verwaltung des Hafens und dessen Einbeziehung in die verkehrstechnische Infrastruktur des Landes. 1996 wurde das Klaipėda-Hafengesetz erlassen, das Gelände und Infrastruktur des Hafens als Staatsbesitz festschreibt, Umschlag und Lagerung jedoch privaten Unternehmen überlässt. Die Hafenaufsicht hat die Klaipėda State Seaport Authority.
Nach Modernisierungsarbeiten kann der Hafen heute Schiffe mit bis zu 15 m Tiefgang aufnehmen. 1996 erreichte der Güterumschlag fast 15 Millionen Tonnen. Nach starken Anstiegen um die Jahrtausendwende und Rückgängen im Rahmen der Finanzkrise ab 2007 und Eurokrise ist der Güterumschlag im Hafen wieder deutlich angestiegen. Im Jahr 2000 waren es 19,40 Mio. Tonnen, 2010 31,28 Mio. Tonnen und 2017 zuletzt 43,17 Mio. Tonnen.
| Jahr                  | 1999  | 2000  | 2001  | 2002  | 2003  | 2004  | 2005  | 2006  | 2007  | 2008  | 2009  | 2010  | 2011  | 2012  | 2013  | 2014  | 2015  | 2016  | 2017  |
| --------------------- | ----- | ----- | ----- | ----- | ----- | ----- | ----- | ----- | ----- | ----- | ----- | ----- | ----- | ----- | ----- | ----- | ----- | ----- | ----- |
| Güterumschlag, Mio. t | 14,97 | 19,40 | 17,24 | 19,74 | 21,19 | 20,25 | 21,79 | 23,61 | 27,36 | 29,88 | 27,86 | 31,28 | 36,59 | 35,24 | 33,42 | 36,41 | 38,51 | 40,14 | 43,17 |

Weiterhin nutzten mehr als 60.000 Passagiere den Hafen, meist im Fährverkehr. Regelmäßige Verbindungen bestehen u. a. nach Kiel, Kopenhagen, Åhus, Rotterdam, Felixstowe und Malmö. Außerdem gibt es einige Inlandsverbindungen zu Orten an der litauischen Küste und in die benachbarten baltischen Staaten. Die Route nach Sassnitz-Mukran wurde am 30. September 2013 eingestellt. Seit 2003 besteht das Kreuzfahrtschiffsterminal Klaipėda.

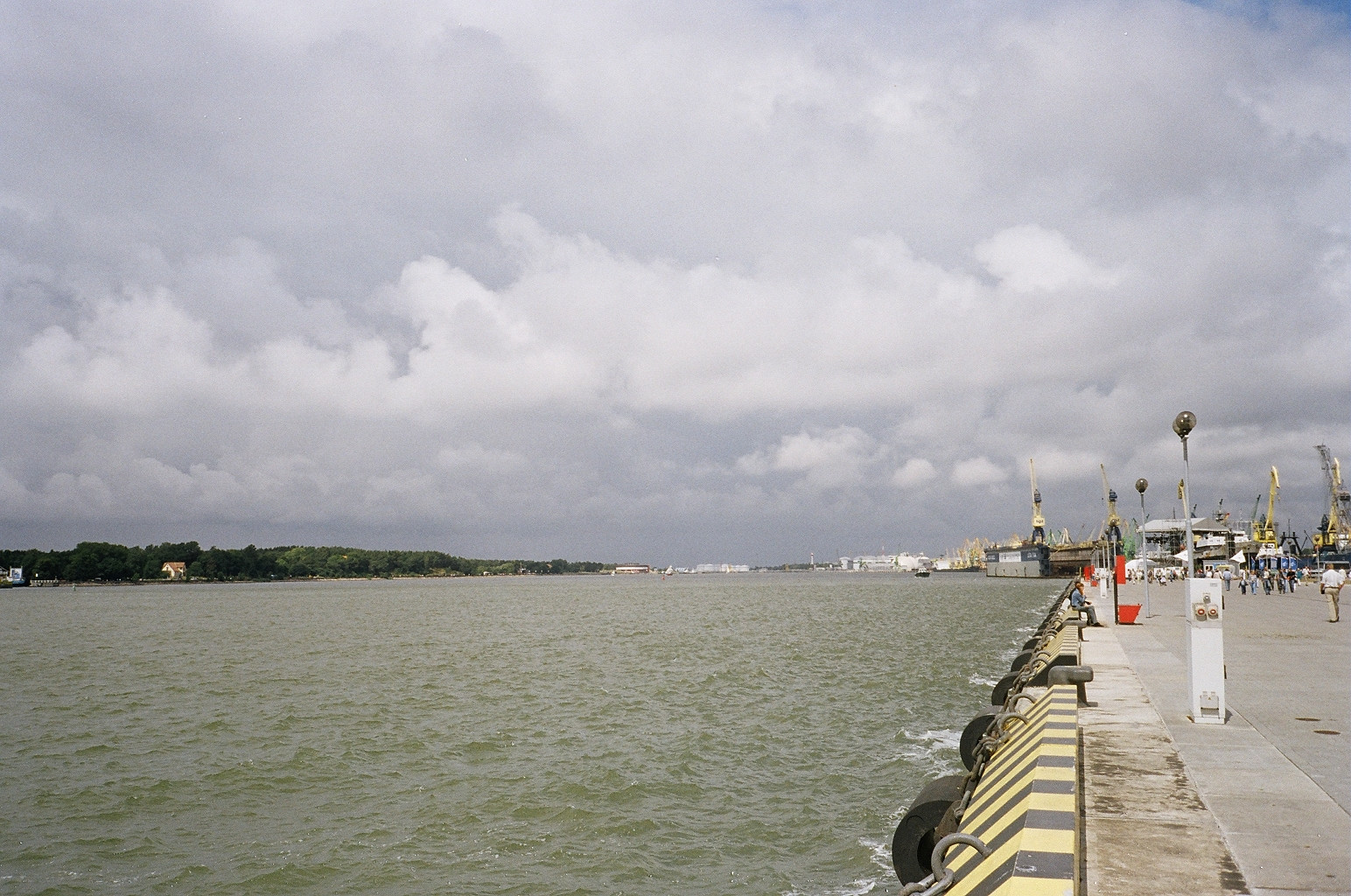
Ufer
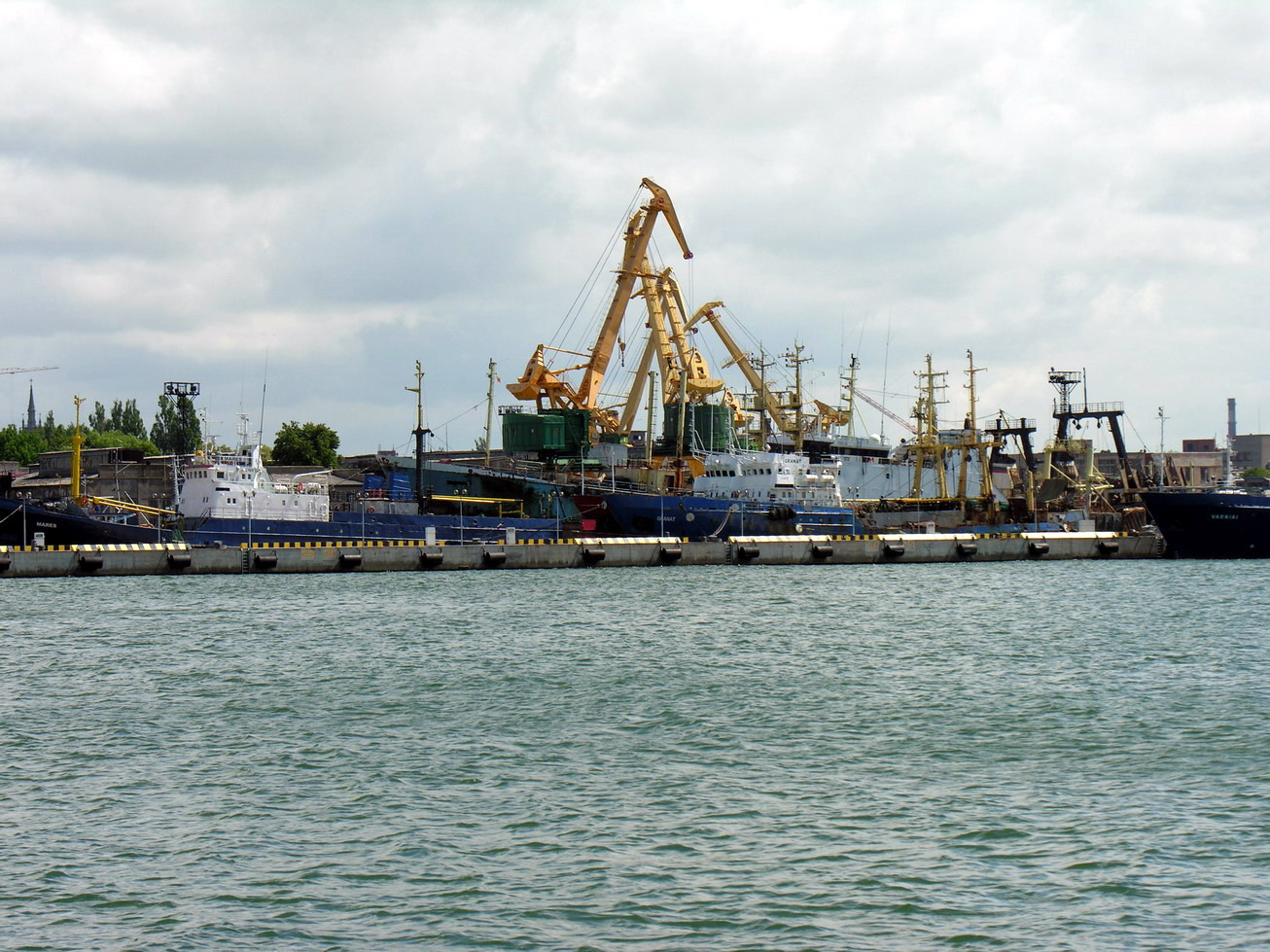
Arbeiten
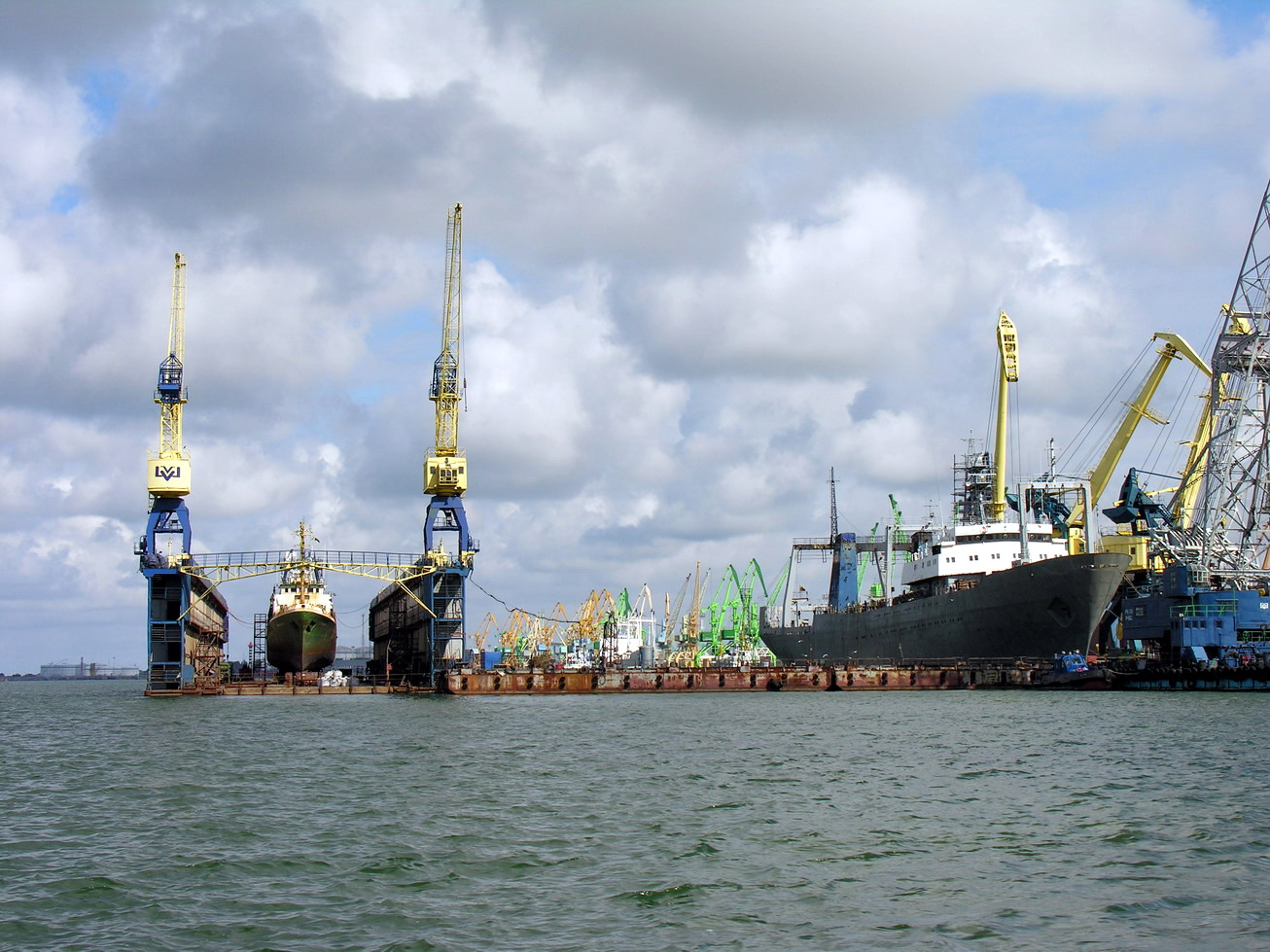
Hafen
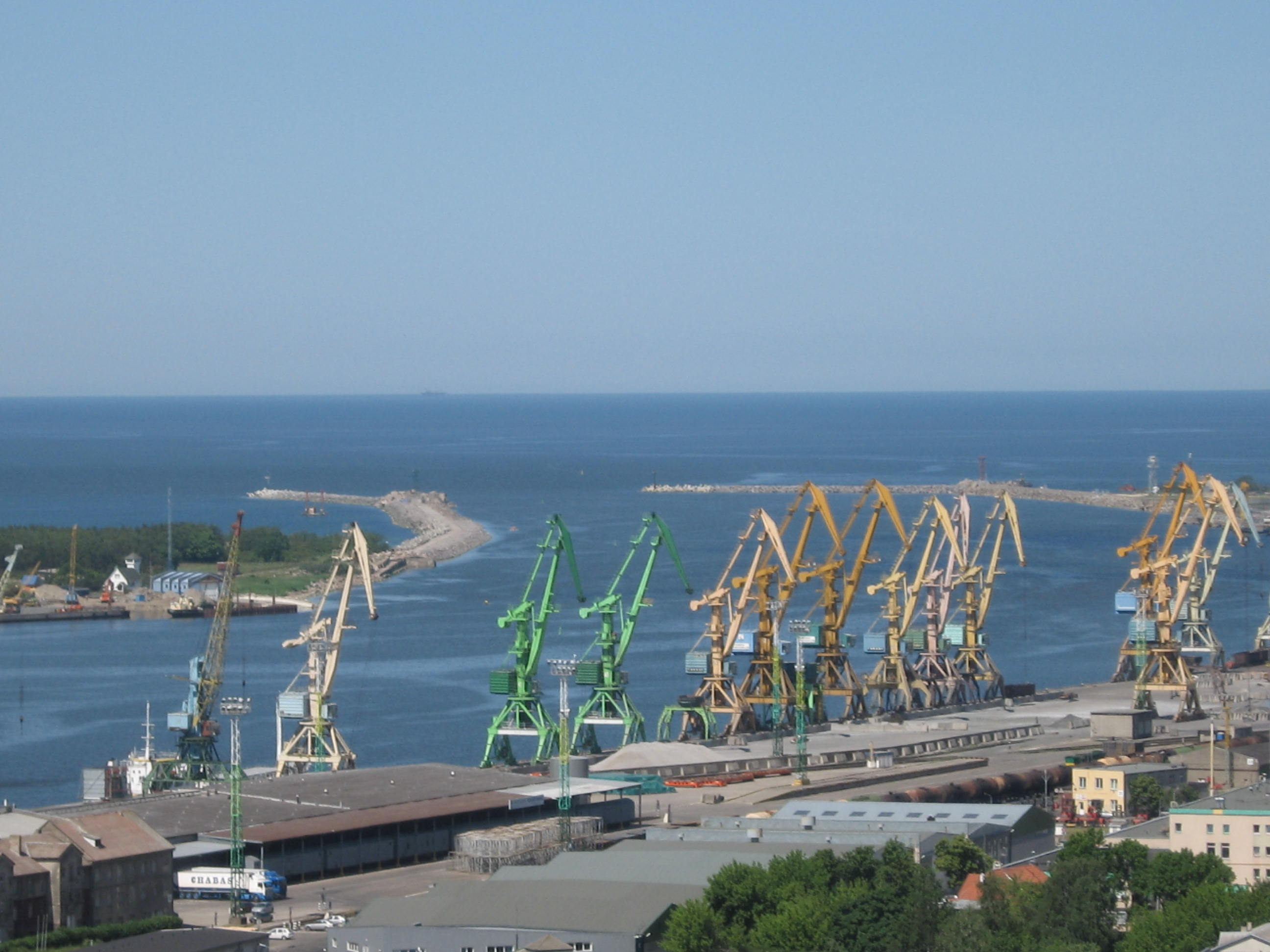
Seetor
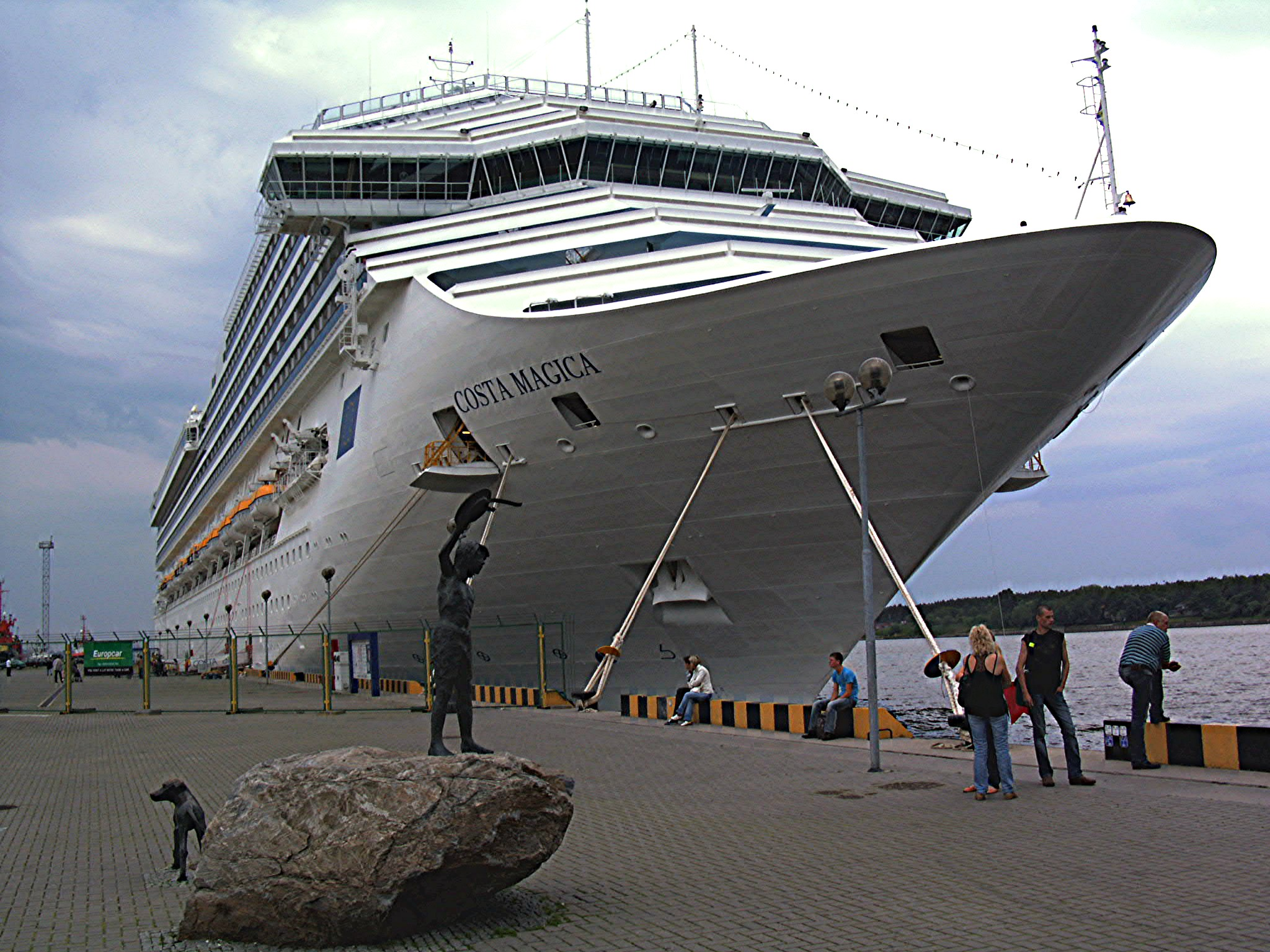
Kreuzfahrtschiff im Hafen von Klaipėda